# Salegoschtsch
Salegoschtsch (russisch За́легощь) ist eine Siedlung städtischen Typs in der Oblast Orjol in Russland mit 5338 Einwohnern (Stand 14. Oktober 2010).

## Geographie

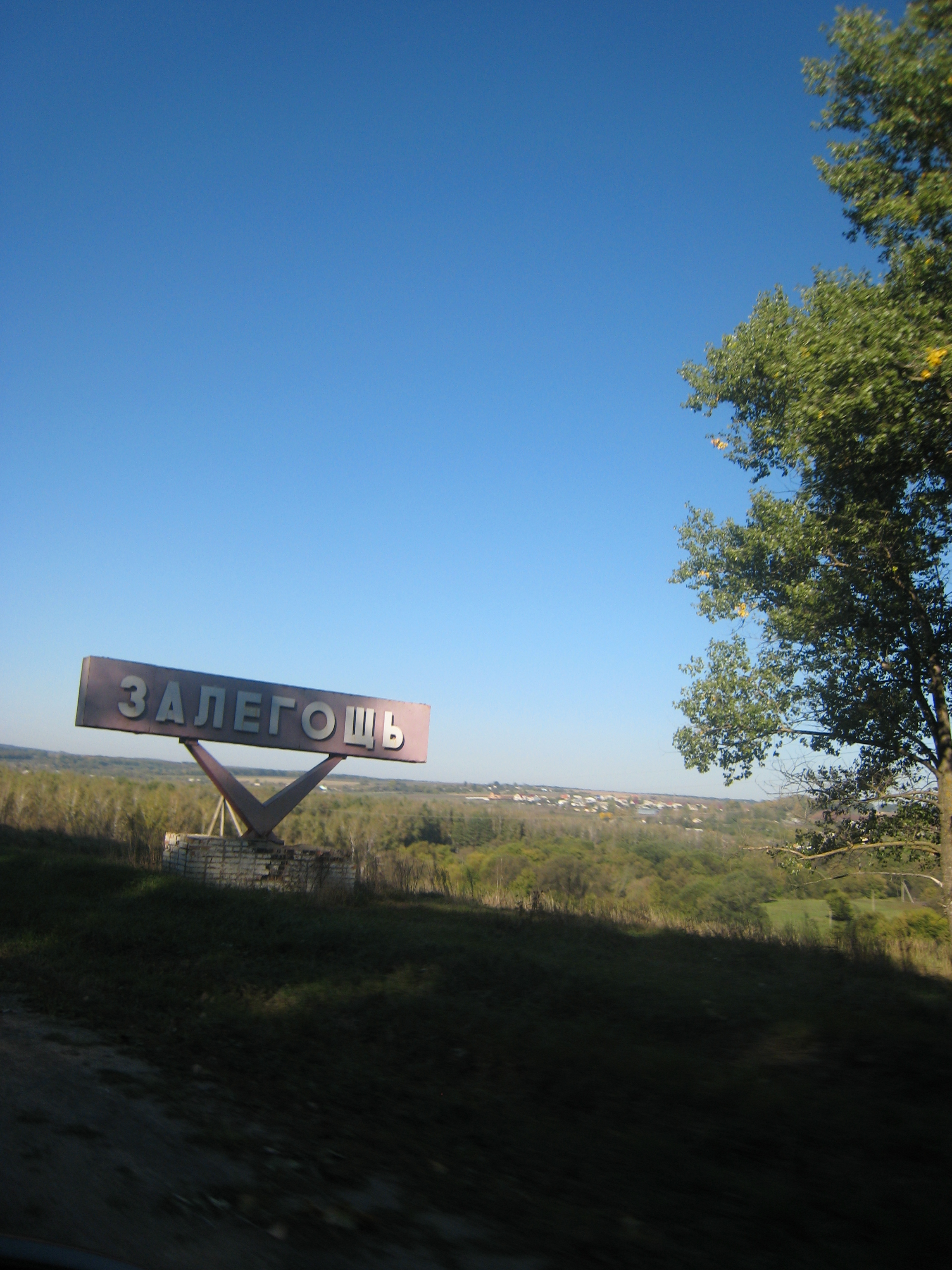
Stele bei der Einfahrt nach Salegoschtsch

Der Ort liegt gut 50 km Luftlinie östlich des Oblastverwaltungszentrums Orjol am Suscha-Nebenfluss Nerutsch.
Salegoschtsch ist Verwaltungszentrum des Rajons Salegoschtschenski sowie Sitz und einzige Ortschaft der Stadtgemeinde (gorodskoje posselenije) Salegoschtsch.

## Geschichte
Der Ort entstand Ende des 19. Jahrhunderts als Siedlung bei einer Bahnstation an der 1870 eröffneten Strecke Orjol – Jelez – Lipezk – Grjasi. Die Station wurde nach dem dort in die Nerutsch mündenden Flüsschen beziehungsweise dem einige Kilometer südöstlich gelegenen großen Dorf Nischnjaja Salegoschtsch („Unter-Salegoschtsch“) benannt (4933 Einwohner 1897; nach Zerstörung im Zweiten Weltkrieg heute fast völlig aufgegeben; das etwa kleinere Werchnjaja Salegoschtsch, ehemals auch Wyschnjaja Salegoschtsch – beides bedeutet „Ober-Salegoschtsch“ – liegt weitere acht Kilometer südöstlich und existiert auch heute als Dorf).
Am 18. Januar 1935 wurde Salegoschtsch Verwaltungssitz eines neu geschaffenen, nach ihm benannten Rajons. Im Zweiten Weltkrieg wurde der Ort vom 9. September 1941 von der deutschen Wehrmacht besetzt. Am 18. Februar 1943 eroberte die Rote Armee die Siedlung zurück; diese blieb aber bis Juli 1943 in Frontnähe und wurde faktisch vollständig zerstört.
Am 31. Dezember 1960 erhielt Salegoschtsch den Status einer Siedlung städtischen Typs.

### Bevölkerungsentwicklung
| Jahr | Einwohner |
| ---- | --------- |
| 1939 | 862       |
| 1959 | 914       |
| 1970 | 4633      |
| 1979 | 5105      |
| 1989 | 5744      |
| 2002 | 6005      |
| 2010 | 5338      |

Anmerkung: Volkszählungsdaten

## Verkehr
Salegoschtsch besitzt einen Bahnhof bei Kilometer 63 der 1870 eröffneten Eisenbahnstrecke Orjol – Jelez – Lipezk – Grjasi.
Durch die Siedlung führt die Regionalstraße 54A-1, die von Orjol kommend weiter über Nowosil zur Grenze der Oblast Tula verläuft, dort in Richtung Jefremow. Entlang der Bahnstrecke nach Osten zweigt die 54K-6 über Werchowje und Chomutowo nach Krasnaja Sarja ab.